# GMM Grammy
GMM Grammy Public Company Limited (în Thai: จีเอ็มเอ็ม แกรมมี่ sau G"MM' Grammy) este cea mai mare companie de divertisment conglomerat media din Thailanda. Aceasta revendică o cotă de 70 la sută din industria de divertisment din Thailanda. Printre artiștii Grammy se numără Thongchai McIntyre, Silly Fools și Loso. Pe lângă activitatea sa muzicală, compania este implicată în producția de concerte, managementul artiștilor, producția și publicarea filmelor și televiziunilor.

## Legături externe
- th  Situl oficial GMM Grammy